# Amnirana
Amnirana és un gènere de granotes de la família Ranidae.

## Taxonomia
- Amnirana albolabris (Hallowell, 1856)
- Amnirana amnicola (Perret, 1977)
- Amnirana asperrima (Perret, 1977)
- Amnirana darlingi (Boulenger, 1902)
- Amnirana galamensis (Duméril & Bibron, 1841)
- Amnirana lemairei (Witte, 1921)
- Amnirana lepus (Andersson, 1903)
- Amnirana longipes (Perret, 1960)
- Amnirana occidentalis (Perret, 1960)
- Amnirana parkeriana (Mertens, 1938)